# Championnat d'Irlande féminin de football 2013-2014
Navigation
Édition précédente Édition suivante
La saison 2013-2014 du Championnat d'Irlande féminin de football Irish Women's League est la troisième saison du championnat. Le Raheny United Football Club vainqueur de la deuxième édition remet son titre en jeu.
Le championnat continue son évolution en accueillant une huitième équipe, le Galway Women Football Club à qui la fédération irlandaise a décerné une licence pour cette nouvelle saison. C’est la première équipe de Galway à participer au championnat.

## Participants
Ce tableau présente les sept équipes qualifiées pour disputer le championnat 2013-2014. On y trouve le nom des clubs, le nom des entraîneurs et leur nationalité, la date de création du club, l'année de la dernière montée au sein de l'élite, le nom des stades ainsi que la capacité de ces derniers.
Un nouveau club fait son entrée dans le championnat : Le Galway Women Football Club
| \| Castlebar Celtic Dublin: · Raheny United · Shamrock Rovers · Peamount United Cork Women's Football Club Wexford Youths WFC DLR Waves FC Galway WFC \| Localisation des clubs engagés dans le championnat. |
| Castlebar Celtic Dublin: · Raheny United · Shamrock Rovers · Peamount United Cork Women's Football Club Wexford Youths WFC DLR Waves FC Galway WFC                                                           |

| Nom du club                            | Entraîneur     | Date de création | Dernière montée | Stade                   | Capacité |
| -------------------------------------- | -------------- | ---------------- | --------------- | ----------------------- | -------- |
| Castlebar Celtic Women's football Club | Jeremy Dee     | 1924             | 2011            | Celtic Park             | 1 500    |
| Cork Women's Football Club             | David Bell     | 2011             | 2011            | CIT                     | -        |
| DLR Waves Football Club                | -              | 2012             | 2012            | -                       | -        |
| Galway Women Football Club             | Nigel Keady    | 2013             | 2013            | Eamon Deacy Park        | -        |
| Peamount United Football Club          | Eileen Gleeson | 1983             | 2011            | Peamount Hospital Pitch | 1 000    |
| Raheny United Football Club            | Ollie Prunty   | 1994             | 2011            | Morton Stadium          | -        |
| Shamrock Rovers Ladies Football Club   | Dave Dunne     | 1902             | 2011            | Tallaght Stadium        | 6 000    |
| Wexford Youths Women's Football Club   | -              | 2007             | 2011            | Ferrycarrig Park        | -        |

## Classement
| Rang | Équipe             | Pts | J  | G  | N | P  | Bp | Bc  | Diff |
| ---- | ------------------ | --- | -- | -- | - | -- | -- | --- | ---- |
| 1    | Raheny United T    | 57  | 21 | 18 | 3 | 0  | 84 | 19  | +65  |
| 2    | Peamount United    | 54  | 21 | 17 | 3 | 1  | 86 | 18  | +68  |
| 3    | Wexford Youths WFC | 31  | 21 | 8  | 7 | 6  | 46 | 38  | +8   |
| 4    | Castlebar Celtic   | 29  | 21 | 8  | 5 | 8  | 42 | 40  | +2   |
| 5    | DLR Waves FC       | 27  | 21 | 7  | 6 | 8  | 34 | 38  | -4   |
| 6    | Galway WFC P       | 26  | 21 | 8  | 2 | 11 | 43 | 42  | +1   |
| 7    | Shamrock Rovers    | 14  | 21 | 4  | 2 | 15 | 28 | 61  | -33  |
| 8    | Cork WFC           | 0   | 21 | 0  | 0 | 21 | 2  | 109 | -107 |

| Légende : Qualifications et relégations | Légende : Qualifications et relégations                                                                            |
| --------------------------------------- | --- |
|                                         | Ligue des champions féminine de l'UEFA 2014-2015                                                                   |
|                                         | T : Tenant du titre P : Promu C : Vainqueur de la Coupe d'Irlande 2013 CL : Vainqueur de la Coupe de la Ligue 2013 |

### Résultats
| Résultats (▼dom., ►ext.)                                   | CAS | CRK | DLR | GAL | PEA | RAH | SHA | WEX |
| Castlebar Celtic                                           |     | 2-1 | 2-0 | 0-3 | 1-4 | 1-1 | 4-2 | 2-2 |
| Cork WFC                                                   | 0-5 |     | 0-2 | 0-1 | 0-8 | 0-9 | 0-3 | 0-5 |
| DLR Waves FC                                               | 0-1 | 4-0 |     | 3-2 | 1-5 | 2-3 | 2-1 | 3-3 |
| Galway WFC                                                 | 1-1 | 3-0 | 0-3 |     | 2-5 | 1-2 | 3-1 | 2-2 |
| Peamount United                                            | 2-0 | 7-0 | 3-0 | 3-1 |     | 0-3 | 3-1 | 2-0 |
| Raheny United                                              | 9-2 | 3-0 | 4-0 | 4-2 | 2-2 |     | 5-0 | 4-1 |
| Shamrock Rovers                                            | 0-3 | 6-1 | 2-2 | 0-4 | 2-6 | 1-9 |     | 1-2 |
| Wexford Youths                                             | 1-1 | 1-0 | 2-2 | 4-2 | 1-6 | 2-3 | 2-0 |     |
| - Victoire à domicile - Match nul - Victoire à l'extérieur |     |     |     |     |     |     |     |     |

| Résultats (▼dom., ►ext.)                                   | CAS | CRK  | DLR | GAL | PEA | RAH | SHA | WEX  |
| Castlebar Celtic                                           |     | 5-0  | 0-0 | 2-3 |     |     | 7-2 |      |
| Cork WFC                                                   |     |      | 0-3 |     |     | 0-5 |     | 0-10 |
| DLR Waves FC                                               |     |      |     | 3-2 | 1-2 |     | 0-0 |      |
| Galway WFC                                                 |     | 9-0  |     |     | 0-6 |     |     | 1-0  |
| Peamount United                                            | 5-2 | 13-0 |     |     |     | 0-0 |     |      |
| Raheny United                                              | 2-1 |      | 4-1 | 2-1 |     |     |     | 6-2  |
| Shamrock Rovers                                            |     | 5-0  |     | 1-0 |     | 0-4 |     |      |
| Wexford Youths                                             | 2-0 |      | 2-2 |     | 1-1 |     | 1-0 |      |
| - Victoire à domicile - Match nul - Victoire à l'extérieur |     |      |     |     |     |     |     |      |

## Bilan de la saison
| Championnat d'Irlande féminin de football 2013-2014   |                                        |
| Champion                                              | Raheny United Football Club (2e titre) |
| Dauphin                                               | Peamount United Football Club          |
| Qualifications continentales                          |                                        |
| Ligue des champions féminine de l'UEFA 2014-2015      | Raheny United Football Club            |
| Promotions et relégations                             |                                        |
| Promus en Championnat d'Irlande féminin de football   |                                        |
| Relégués en Championnat d'Irlande féminin de football | Aucun                                  |